# XCal

xCal est la version conforme XML du format iCalendar
xCal est la représentation des objets iCalendar en XML. xCal n'est ni une alternative ni la  prochaine génération de iCalendar. xCal ne fait que représenter les composants, propriétés, et paramètre iCalendar, comme définis dans iCalendar.
Ce format a été repris pour faciliter sa traduction vers le format iCalendar en utilisant une transformation XSLT.